# Джастіс Вінслоу
Джастіс Джон Вінслоу (англ. Justise Jon Winslow, нар. 26 березня 1996, Х'юстон, Техас, США) — американський професійний баскетболіст, розігруючий захисник і легкий форвард команди НБА «Портленд Трейл-Блейзерс». Гравець національної збірної США.

## Ігрова кар'єра
На університетському рівні грав за команду «Дюк Блю Девілз» (2014–2015). 
2015 року був обраний у першому раунді драфту НБА під загальним 10-м номером командою «Маямі Гіт». Професійну кар'єру розпочав 2015 року виступами за тих же «Маямі Гіт», захищав кольори команди з Маямі протягом наступних 5 сезонів. За підсумками дебютного сезону був включений до другої збірної новачків.
10 грудня 2018 року в матчі проти «Лос-Анджелес Лейкерс» встановив особистий рекорд результативності, набравши 28 очок. 10 січня 2019 року в матчі проти «Бостона» зробив рекордні для себе 11 результативних передач.
З лютого 2020 по 2021 рік грав у складі «Мемфіс Ґріззліс».
8 серпня 2021 року перейшов до «Лос-Анджелес Кліпперс», у складі якої провів половину наступного сезону своєї кар'єри.
2022 року став гравцем «Портленд Трейл-Блейзерс».

## Статистика виступів

### Регулярний сезон
| Сезон             | Команда                   | GP  | GS  | MPG  | FG%  | 3P%  | FT%  | RPG | APG | SPG | BPG | PPG  |
| ----------------- | ------------------------- | --- | --- | ---- | ---- | ---- | ---- | --- | --- | --- | --- | ---- |
| 2015–16           | «Маямі Гіт»               | 78  | 8   | 28.6 | .422 | .276 | .684 | 5.2 | 1.5 | .9  | .3  | 6.4  |
| 2016–17           | «Маямі Гіт»               | 18  | 15  | 34.7 | .356 | .200 | .617 | 5.2 | 3.7 | 1.4 | .3  | 10.9 |
| 2017–18           | «Маямі Гіт»               | 68  | 25  | 24.7 | .424 | .380 | .635 | 5.4 | 2.2 | .8  | .5  | 7.8  |
| 2018–19           | «Маямі Гіт»               | 66  | 52  | 29.7 | .433 | .375 | .628 | 5.4 | 4.3 | 1.1 | .3  | 12.6 |
| 2019–20           | «Маямі Гіт»               | 11  | 5   | 32.0 | .388 | .222 | .667 | 6.6 | 4.0 | .6  | .5  | 11.3 |
| 2020–21           | «Мемфіс Ґріззліс»         | 26  | 1   | 19.5 | .352 | .185 | .571 | 4.5 | 1.9 | .6  | .5  | 6.8  |
| 2021–22           | «Лос-Анджелес Кліпперс»   | 37  | 1   | 12.9 | .447 | .172 | .610 | 3.6 | 1.4 | .6  | .5  | 4.2  |
| 2021–22           | «Портленд Трейл-Блейзерс» | 11  | 10  | 26.8 | .405 | .270 | .560 | 6.3 | 2.9 | 1.3 | .6  | 10.7 |
| Усього за кар'єру | Усього за кар'єру         | 315 | 117 | 25.8 | .413 | .315 | .634 | 5.1 | 2.5 | .9  | .4  | 8.4  |

### Плей-оф
| Сезон             | Команда           | GP | GS | MPG  | FG%  | 3P%  | FT%  | RPG | APG | SPG | BPG | PPG |
| ----------------- | ----------------- | -- | -- | ---- | ---- | ---- | ---- | --- | --- | --- | --- | --- |
| 2015–2016         | «Маямі Гіт»       | 13 | 2  | 25.4 | .432 | .278 | .700 | 4.8 | .6  | .6  | .3  | 6.9 |
| 2017–2018         | «Маямі Гіт»       | 5  | 0  | 25.0 | .357 | .368 | .706 | 6.6 | 2.6 | .8  | .8  | 9.8 |
| 2020–2021         | «Мемфіс Ґріззліс» | 1  | 0  | 3.0  | .000 | .000 | .000 | 1.0 | 1.0 | .0  | .0  | .0  |
| Усього за кар'єру | Усього за кар'єру | 19 | 2  | 24.1 | .405 | .324 | .702 | 5.1 | 1.2 | .6  | .4  | 7.3 |

## Особисте життя
Вінслоу є сином Робін та Ріккі Вінслоу.